# Движение за эмансипацию женщин в Чили
«Движение за эмансипацию женщин в Чили» (исп. Movimiento Pro-Emancipación de las Mujeres de Chile, также известное как MEMCh или MEMCH) — историческая организация по защите прав женщин, которая боролась за равноправие с 1935 по 1953 год.
Организация с аналогичным названием была создана в 1983 году с целью объединения других организаций по защите прав женщин для обеспечения единства в борьбе за возвращение страны к демократии. После свержения диктатуры НПО «Движение за эмансипацию женщин в Чили» переключило своё внимание на объединение организаций, занимающихся широким спектром вопросов, относящихся к правам женщин и их усовершенствованию.

## История
Движение за эмансипацию чилийских женщин MEMCh было создано 28 мая 1935 года группой, в основном состоящей из представительниц рабочего класса, многие из которых были членами Коммунистической партии или отдавали ей честь. Их цель заключалась в том, чтобы иметь широкое членство, представляющее все слои общества. Это была первая женская группа, сформированная в Чили с конкретными политическими целями и организационной стратегией, ставшая национальной организацией, а не местным клубом. Журнал The New Woman (исп. La Mujer Nueva) был создан организацией как средство публикации своих взглядов на проблемы, с которыми боролся феминизм. В её руководство входили некоторые из первых чилийских феминисток, в том числе Елена Каффарена, Грасиела Мандуджано, Ольга Поблете и Марта Вергара. Её первым генеральным секретарём и основательницей была Каффрена, занимавшая эту должность с 1935 по 1941 годы. 
Организация считалась радикальной для своего времени, поскольку женщины стремились к полной эмансипации в экономической, гражданской и политической сферах, признавая, что для достижения этих целей радикальные изменения должны произойти во всех структурах общества. Поскольку в организацию входили женщины из рабочего класса, они подчеркнули важность равной оплаты труда и устранения сегрегации, которая препятствовала участию женщин в определённых работах на основании семейного или иного положения. Связанные с этим вопросы вызывали спонсируемые государством пособия по уходу за детьми и о материнстве, а также право женщин выбирать, станут ли они матерями. Поддержка противозачаточных средств и регулирование подпольных абортов, поскольку терапевтические аборты уже были законными, заставили некоторые части общества обвинить членов МЭМЧ в стремлении разрушить традиции семьи. По мнению мемхистов (членов MEMCh), они рассматривали контроль своей биологии как часть семейных прав женщин, включая алименты, наследование, законность, пенсионные права и другие. Хотя они стремились к избирательному праву женщин, получение права голоса было лишь одним шагом на пути к увеличению участия женщин в общественной сфере. Члены MEMCh сосредоточили свои усилия на проблемах женщин во всем социальном спектре, включая семьи городской бедноты, средний класс и образованную элиту. Социальные вопросы, которые поддерживал MEMCh: доступность санитарного и доступного жилья, помощь при алкоголизме, реформа женских тюрем и равный доступ к образованию.
MEMCh была первой женской группой, использовавшей массовую мобилизацию посредством публичных мероприятий, проводимых не только в Сантьяго, но и в провинциях. Они провели митинги за голоса и политическую свободу, а также за принятие постановлений, касающихся высокого уровня безработицы и прожиточного минимума; и другие против военного пакта между Чили и США и отправки чилийских войск для участия в Корейской войне. MEMch разработал образовательную работу, организовал школы для рабочих и курсы повышения квалификации, а также создал социальные службы для предоставления медицинских и юридических консультаций. В 1940-х годах организация решительно выступала против фашизма, но слухи и фактические связи с коммунизмом некоторых феминисток привели к публичной дискредитации некоторых членов и прессы, критически относившейся к их целям. MEMch присоединилась к Народному фронту и провела два конгресса (1937, 1940) для сбора информации из различных секторов, чтобы создать платформу для решения проблем, с которыми сталкиваются женщины. Когда Педро Агирре Серда был избран президентом, он согласился поднять вопрос о праве женщин на голосование. В 1941 году Каффарена и Флор Эредиа подготовили проект предложения для рассмотрения, но Сердо умер до того, как оно было внесено. В 1944 году MEMCh организовал митинг в Чилийском университете по случаю Международного женского дня, за которым последовал ещё один конгресс, организованный Фелисой Вергара. Она объединила женщин из 200 различных женских организаций, которые согласились объединиться в организацию, Чилийскую федерацию женских учреждений (исп. Federación Chilena de Instituciones Femeninas (FECHIF)).
FECHIF, в свою очередь, поддержал кандидатуру Марии Де ла Крус в 1946 году, но MEMCh поддержал кандидата от Народного фронта Габриэля Гонсалеса Видела, полагая, что, хотя и харизматично, видение Де ла Крус было слишком узким, чтобы удовлетворить потребности широкого круга женщин. После избрания Гонсалеса Виделы на пост президента в 1946 году отношения между умеренными членами были натянуты из-за антикоммунистической политики, введенной холодной войной, и левых взглядов многих членов MEMch. В 1949 году, пережив решение правительства объявить Коммунистическую партию вне закона и преследование со стороны государства, направленное на ограничение её деятельности, чилийские женщины получили всеобщее избирательное право. Членство обратило их внимание на пацифизм и кампании по защите детей. Организация просуществовала до 1953 года, когда была распущена. Хотя конкретные причины роспуска неизвестны, политическая поляризация и отказ MEMCh исключить кого-либо из-за их политических взглядов и фракционности, разделяющей центр внимания на группы интересов, были способствующими факторами.

## Настоящее время
В 1983 году MEMCh83, названная в честь первоначальной организации, была основана широким спектром женских групп, некоторые из которых преследовали феминистские цели, а другие не преследовали феминистских целей. Целью зонтичной организации было объединение усилий женщин в восстановлении демократии во время диктатуры Аугусто Пиночета. Первоначально организация не выдвигала требований о правах женщин, но когда МЭМЧ83 организовала свою первую массовую мобилизацию 28 ноября 1983 года, они выразили оппозицию Пиночету и потребовали мира и равенства женщин. В 1985 году организация была создана как MEMCh в рамках негосударственной организационной структуры. С тех пор как в 1988 году была восстановлена демократия, организация сосредоточила свои усилия на присоединении к широкой коалиции чилийских НПО, выступающих за равенство женщин, которое включает их репродуктивные и сексуальные права, а также все аспекты развития.